# Lebanon (Oklahoma)
Pour les articles homonymes, voir Lebanon.
Lebanon est une census-designated place du comté de Marshall, dans l'État d'Oklahoma, aux États-Unis,. En 2020, elle compte une population de 210 habitants.